# Teofania
Teofania (gr. Θεοφάνια od Θεός 'Bóg' i φαίνειν 'ukazać się') – w teologii pojedynczy akt objawienia się Boga. Teofanie mają umacniać wiarę ludzi, przypominać im o bliskości i dobroci Boga, a także o opiece, jaką ich darzy. Według Katechizmu Kościoła Katolickiego teofanie rozjaśniają treść obietnic dawanych ludziom przez Boga, można w nich zobaczyć i usłyszeć niewidzialnego Boga.

## Biblia
W Biblii teofanie odbywają się w sposób bezpośredni – do ludzi przychodzi sam Bóg albo w sposób pośredni, przez Bożego wysłańca – anioła, albo przez inny znak jego obecności.
W Starym Testamencie, wspólnej części Świętych Pism judaizmu i chrześcijaństwa, Jahwe objawił się m.in. Mojżeszowi w gorejącym krzewie i w obłoku, a Noemu w łuku, czyli tęczy. Również Eliaszowi. O Bożym posłannictwie opowiada autor deuterokanonicznej Księgi Tobiasza. Wysłańcem Boga jest Archanioł Rafał, który towarzyszy Młodemu Tobiaszowi podczas wypełniania poleceń ojca Tobiasza.
W Nowym Testamencie teofanie towarzyszą chrztowi Jezusa i jego przemienieniu. W Ewangelii według świętego Łukasza Bożym wysłannikiem jest archanioł Gabriel, który nawiedza Maryję i obwieszcza epifanię, czyli objawienie się Jezusa Chrystusa poganom.